# Dekanat Rabka
Dekanat Rabka – jeden z 45 dekanatów w rzymskokatolickiej archidiecezji krakowskiej.

## Parafie
W skład dekanatu wchodzi 11 parafii:
- parafia św. Brata Alberta – Chabówka
- parafia MB Królowej Polski – Ponice
- parafia św. Stanisława BM – Raba Wyżna
- parafia MB Częstochowskiej – Rabka-Zdrój
- parafia św. Marii Magdaleny – Rabka-Zdrój
- parafia św. Teresy od Dzieciątka Jezus – Rabka-Zdrój
- parafia Najświętszej Maryi Panny Matki Kościoła – Rdzawka
- parafia Miłosierdzia Bożego – Rokiciny Podhalańskie
- parafia św. Antoniego – Sieniawa
- parafia MB Wspomożenia Wiernych – Skawa
- parafia Niepokalanego Poczęcia NMP – Spytkowice

## Sąsiednie dekanaty
Czarny Dunajec, Jabłonka, Jordanów, Mszana Dolna, Nowy Targ, Pcim.